# Baia di Hakata
La baia di Hakata (博多湾?, Hakata-wan) è una baia nella parte nordoccidentale della città di Fukuoka, sull'isola giapponese di Kyūshū, nella prefettura di Fukuoka. Si affaccia sullo stretto di Tsushima, ed è dotata di spiagge e di un porto, anche se parti della baia sono state bonificate nell'espansione della città di Fukuoka.
La baia è forse più famosa per le invasioni mongole del Giappone del 1274 e del 1281 che ebbero luogo nei pressi; entrambe le invasioni, infatti, vengono a volte indicate come la "battaglia della baia di Hakata".

## Nella cultura di massa
La baia rappresenta l'ambientazione del manga Angolmois genkō kassen-ki: Hakata-hen, seguito di Angolmois: genkō kassen-ki (ambientato a Tsushima), che vede il protagonista Kuchii Jinzaburō, samurai errante esiliato dallo shogunato Kamakura, opporsi all'invasione mongola del 1274.